# NGC 7662
NGC 7662 ist ein planetarischer Nebel mit den Abmessungen 0,99' × 0,71' und einer scheinbaren Helligkeit von +8,3 mag im Sternbild Andromeda. Er ist 5750 Lichtjahre vom Sonnensystem entfernt und hat eine Ausdehnung von etwa 50–60.000 Astronomischen Einheiten.
Er wird auch Blauer Schneeball (Nebel) genannt; dieser Spitzname stammt vom Amateurastronomen  Leland S. Copeland.
Seine namensgebende blau-grüne Farbe stammt von zum Leuchten angeregtem Sauerstoff. Für das Leuchten ist der sehr heiße Zentralstern verantwortlich, ein Weißer Zwerg mit einer ungefähren Oberflächentemperatur von 75.000 Kelvin. Seine energiereiche UV-Strahlung ionisiert den Sauerstoff gleich zweifach (O-III), so dass das Gas Licht bei einer Wellenlänge von 5007 und 4959 Ångström aussendet, das wir als blau-grün wahrnehmen.
NGC 7662 wurde am 6. Oktober 1784 vom deutsch-britischen Astronomen Wilhelm Herschel entdeckt.